# Hatem Abdelajer
Hatem Abdelajer –en árabe, حاتم عبد الآخر– (nacido el 24 de junio de 1986) es un deportista egipcio que compite en judo.
Ganó una medalla en los Juegos Panafricanos de 2007 y ocho medallas en el Campeonato Africano de Judo entre los años 2006 y 2020.

## Palmarés internacional
| Juegos Panafricanos | Juegos Panafricanos         | Juegos Panafricanos | Juegos Panafricanos |
| Año                 | Lugar                       | Medalla             | Categoría           |
| ------------------- | --------------------------- | ------------------- | ------------------- |
| 2007                | Argel (Argelia)             | Medalla de bronce   | –81 kg              |
| Campeonato Africano |                             |                     |                     |
| Año                 | Lugar                       | Medalla             | Categoría           |
| 2006                | Puerto Louis (Mauricio)     | Medalla de plata    | –81 kg              |
| 2009                | Puerto Louis (Mauricio)     | Medalla de plata    | –81 kg              |
| 2010                | Yaundé (Camerún)            | Medalla de plata    | –81 kg              |
| 2013                | Maputo (Mozambique)         | Medalla de oro      | –90 kg              |
| 2014                | Puerto Louis (Mauricio)     | Medalla de oro      | –90 kg              |
| 2017                | Antananarivo (Madagascar)   | Medalla de bronce   | –90 kg              |
| 2019                | Ciudad del Cabo (Sudáfrica) | Medalla de oro      | –90 kg              |
| 2020                | Antananarivo (Madagascar)   | Medalla de oro      | –90 kg              |